# Garbage
Garbage er en amerikansk rockgruppe dannet i 1993 af Butch Vig (trommer), Steve Marker (bas) og Duke Erikson (guitar). De tre medlemmer besluttede at danne deres eget band efter at have stået bag flere andre bands. Mest kendt er Butch Vig for at have produceret Nirvana-albummet Nevermind. Efter at have set en musikvideo med det skotske band Angelfish på MTV besluttede de tre at kontakte forsangeren Shirley Manson, og da hun sagde ja til at medvirke i bandet, var Garbage født. Bandet debuterede med albummet Garbage i 1995 indeholdende hitsinglerne Only Happy When It Rains, Queer, Stupid Girl og Milk. 
Bandets næste album Version 2.0 blev udsendt i 1998 og blev ligeledes en kommerciel succes. Albummet blev nr. 1 i Storbritannien og blev nomineret til to Grammy Awards for årets album og bedste rockalbum. Bandets tredje album Beautiful Garbage (2001) blev imidlertid en kommerciel skuffelse i forhold til de to første udgivelser, og bandet indstillede i slutningen af 2003 aktiviteterne i en periode. Bandet gendannedes dog i 2005 for at udgive det fjerde album Bleed Like Me, der blev nr. 4 på den amerikanske albumhitliste. Under den efterfølgende koncertturne meddelte bandets medlemmer imidlertid, at de – uden at bandet var opløst – ville koncentrere sig om solokarrierer. 
I januar 2007 optrådte bandets medlemmer atter sammen ved en koncert i Californien, og i juli 2007 blev udgivet et greatest hits album Absolute Garbage. Efter yderligere en periode, hvor bandets medlemmer var involveret i andre projekter (Butch Vig producerede bl.a. Green Days Grammy-vindende album 21st Century Breakdown), udgav Garbage sit femte studiealbum i maj 2012 Not Your Kind of People.
Bandet har givet flere koncerter i Danmark.

## Diskografi
- Garbage, 1995
- Version 2.0, 1998
- Beautifulgarbage, 2001
- Bleed Like Me, 2005
- Absolute Garbage, 2007 (greatest hits)
- Not Your Kind of People, 2012
- Strange Little Birds, 2016
- No Gods No Masters (2021)